# Константинов, Александр Степанович
Алекса́ндр Степа́нович Константи́нов (7 ноября 1917, Пронькино, Калужская губерния — 19 февраля 2011) — советский, российский ихтиолог; доктор биологических наук, профессор; участник Великой Отечественной войны. Заслуженный деятель науки РФ.

## Биография
Родился 7 ноября 1917 года в д. Пронькино (ныне — Износковского района Калужской области).
25 июня 1941 года окончил биологический факультет Московского государственного университета.
С июля 1941 года — в боях Великой Отечественной войны в должности командира химвзвода 232-го стрелкового полка, младший лейтенант. 11 июля 1942 года в районе г. Белый был ранен, попал в плен, где находился до января 1945 года. Демобилизован в январе 1946 года.
В 1949 году окончил аспирантуру по кафедре ихтиологии биофака МГУ, после чего заведовал кафедрой гидробиологии и гидрохимии Саратовского университета, лабораторией гидробиологии и гидрохимии саратовского отделения ВНИИ речного и озёрного рыбного хозяйства. С 1958 года — заведующий кафедрой общей биологии Саратовского медицинского института, затем — заведующий кафедрой зоологии беспозвоночных Саратовского университета.
С 1971 года преподавал на кафедре ихтиологии биологического факультета МГУ.
Скончался 19 февраля 2011 года.

### Семья
Три сына, дочь.

## Научная деятельность
В Москве в 1949 году защитил кандидатскую, в 1958 — докторскую диссертацию. Профессор (1960).
Основное направление исследований — экология гидробионтов.
Им опубликовано около 340 статей, учебник «Общая гидробиология», монографии «Биология хирономид» и «Хирономиды Амура». Был руководителем 27 кандидатов наук, членом ряда Учёных советов МГУ, ВНИИПРХ, ВНИРО.

### Избранные труды
- Волков С. А., Константинов А. С., Белова И. В. и др. Волгоградское водохранилище : (Население, биологическое продуцирование и самоочищение) / Под ред. проф. А. С. Константинова. — Саратов : Изд-во Сарат. ун-та, 1977. — 222 с.
- Кондратьев Г. П., Константинов А. С. Пособие для определения наземных моллюсков и членистоногих : Для студентов биол. фак. — Саратов : Изд-во Сарат. ун-та, 1973. — 47 с.
- Кондратьев Г. П., Константинов А. С. Пособие к практическим занятиям по гидрохимии : Для студентов-гидробиологов биол. фак. / Сарат. гос. ун-т им. Н. Г. Чернышевского. — Саратов : Б. и., 1968. — 19 с. — (Для студентов заочного обучения)
- Константинов А. С. Биологическая продуктивность водоемов : Пособие к курсу «Общая гидробиология» для студентов-гидробиологов биол. фак. — Саратов : Изд-во Сарат. ун-та, 1968. — 18 с. — ([Для студентов заочного обучения]).
- Константинов А. С. Биологические основы охраны и очистки вод от загрязнения : Пособие к курсу «Общая гидробиология». — Саратов : Изд-во Сарат. ун-та, 1969. — 31 с.
- Константинов А. С. Биология хирономид и их разведение. — Саратов : Б. и., 1958. — 358, [5] с. — (Всесоюз. науч.-исслед. ин-т озерного и речного рыбного хозяйства. Труды Саратовского отделения ; Т. 5).
- Константинов А. С. Движение гидробионтов : Пособие для студентов-гидробиологов. — Саратов : Изд-во Сарат. ун-та, 1968. — 27 с. — ([Для студентов заочного обучения]).
- Константинов А. С. Научные предпосылки рыбохозяйственного освоения хирономид и методика их заводского разведения : Автореферат дис. … д-ра биол. наук / Моск. гос. ун-т им. М. В. Ломоносова. — М., 1956. — 25 с.
- Константинов А. С. Общая гидробиология : [Учебник для биол. специальностей ун-тов]. — М. : Высш. школа, 1967. — 431 с.
  -  — 4-е изд., перераб. и доп. — М. : Высш. школа, 1986. — 469, [3] с.
- Константинов А. С. Основные понятия и вопросы гидробиологии : Учеб. пособие к курсу «Общая гидробиология» : [Для заоч. отд-ния биол. фак.]. — Саратов : Изд-во Сарат. ун-та, 1966. — 19 с. — ([Для студентов заочного обучения]).
- Константинов А. С. Оформление дипломной и курсовой работ : Для студентов биол. фак. — Саратов : Изд-во Сарат. ун-та, 1970. — 19 с.
- Константинов А. С.Хромосомная теория наследственности : Учеб. пособие к курсу «Введение в биологию» : [Для биол. фак.]. — Саратов : Изд-во Сарат. ун-та, 1966. — 15 с. — ([Для студентов заочного обучения])

## Награды
- медали, в том числе:
  - «За победу над Германией»[4]
  - «За отвагу» (7.10.1957)[4]
  - медаль Жукова[1]
- орден Отечественной войны II степени (6.11.1985)[3]
- Заслуженный деятель науки РФ
- Заслуженный профессор МГУ[1].

## Адреса
Саратов, ул. Чернышевского, 209, кв. 20.

## Комментарии
1. ↑  Призван Ленинским райвоенкоматом Москвы[4].